# Rasa de Clot de Caons
La Rasa de Clot de Caons és un torrent afluent per l'esquerra del Riu Fred que fa tot el seu curs pel terme municipal d'Odèn. D'orientació global cap al sud-oest, neix al vessant meridional del Tossal de Cambrils. Després d'un recorregut de 766 m., creua la carretera L-401 del Pont d'Espia a Coll de Jou a l'alçada del km 23,1. Aquest tram inicial forma part del PEIN Serres d'Odèn-Port del Comte. En arribar a la cota dels 900 msnm entra en el territori del PEIN Ribera Salada per l'interior del qual farà els 782 m. finals del seu curs.
La seva xarxa hidrogràfica, que també transcorre íntegrament pel terme d'Odèn, està constituïda per 16 cursos fluvials la longitud total dels quals suma 6.545 m.